# Anisopodus affinis
Anisopodus affinis là một loài bọ cánh cứng trong họ Cerambycidae.